# Schwan Kamal
Schwan Kamal, född 1 juli 1967 i Jolakan, ett område i Sulaymaniyya i Irak, är en kurdisk, tysk, svensk skulptör.

## Biografi
Kamal studerade skulptur på Iraks konsthögskola åren 1982–1987 och fick därefter ett stipendium till konstakademin vid Bagdads universitet. Där läste han ett kandidatprogram i skulptur och avlade examen 1991.

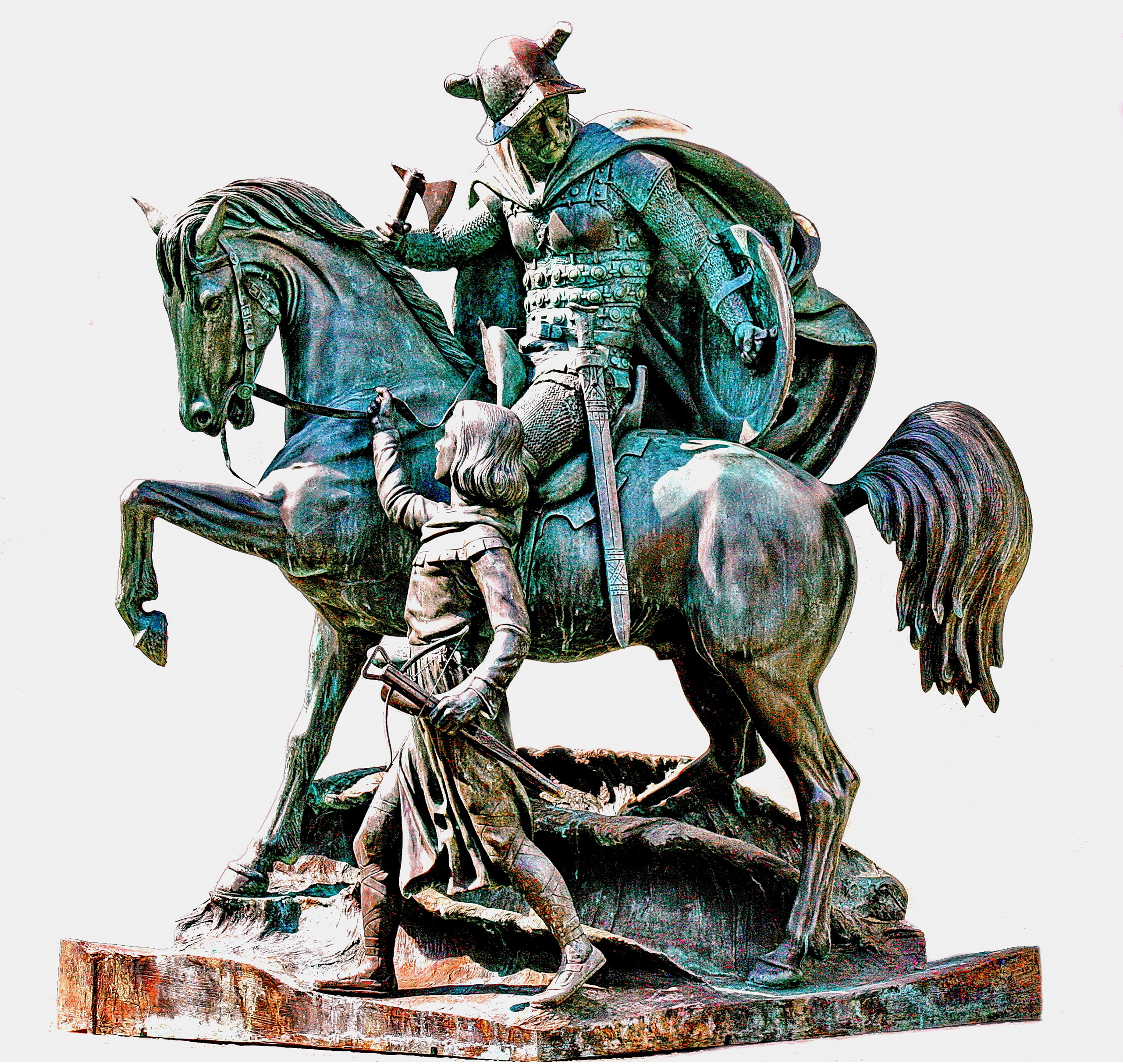
Bronsstaty av riddaren Arnold i Elberfeld, restaurerad av Kamal 2010.

När Kamal avlade examen fick han ett erbjudande av Baathpartiet att stanna kvar i Bagdad och avlägga en högre examen, men han avböjde och flyttade tillbaka till Sulaymaniyya, där han blev lärare i skulptur.

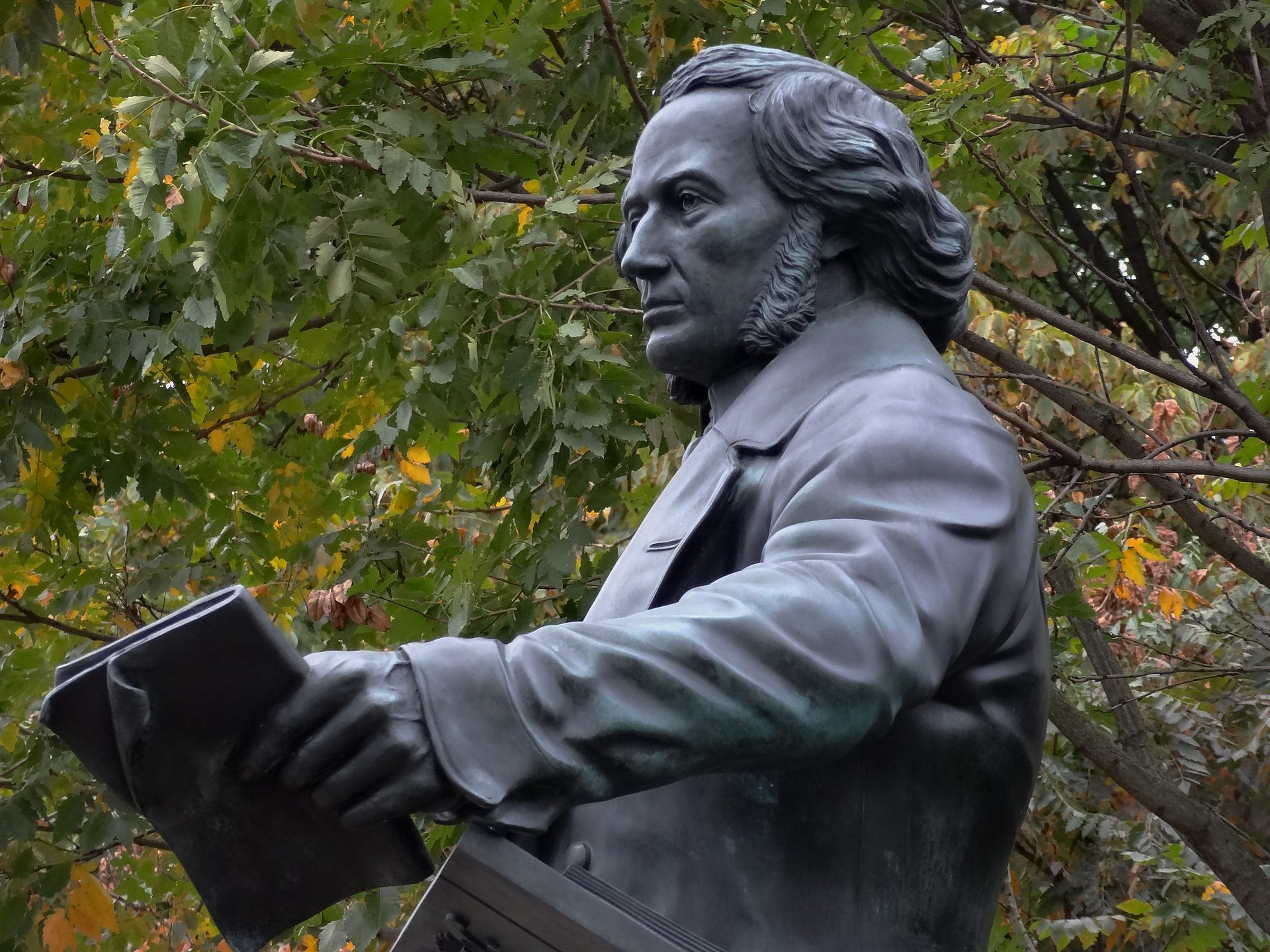
Skulptur av Felix Mendelssohn, framför Düsseldorfs operahus.

År 1994 flydde Kamal först till Tyskland och därefter vidare till Grekland. År 1995 hamnade han i Düsseldorf i Tyskland. Här började Schwan Kamals karriär i Europa.
År 2015 flyttade han till Malmö i Sverige. 2019 tog han en examen motsvarande en masterutbildning inom skulptur. 
Schwan Kamal är medlem i flera konstnärsförbund i Kurdistan, Irak, Tyskland och Sverige.

## Karriär

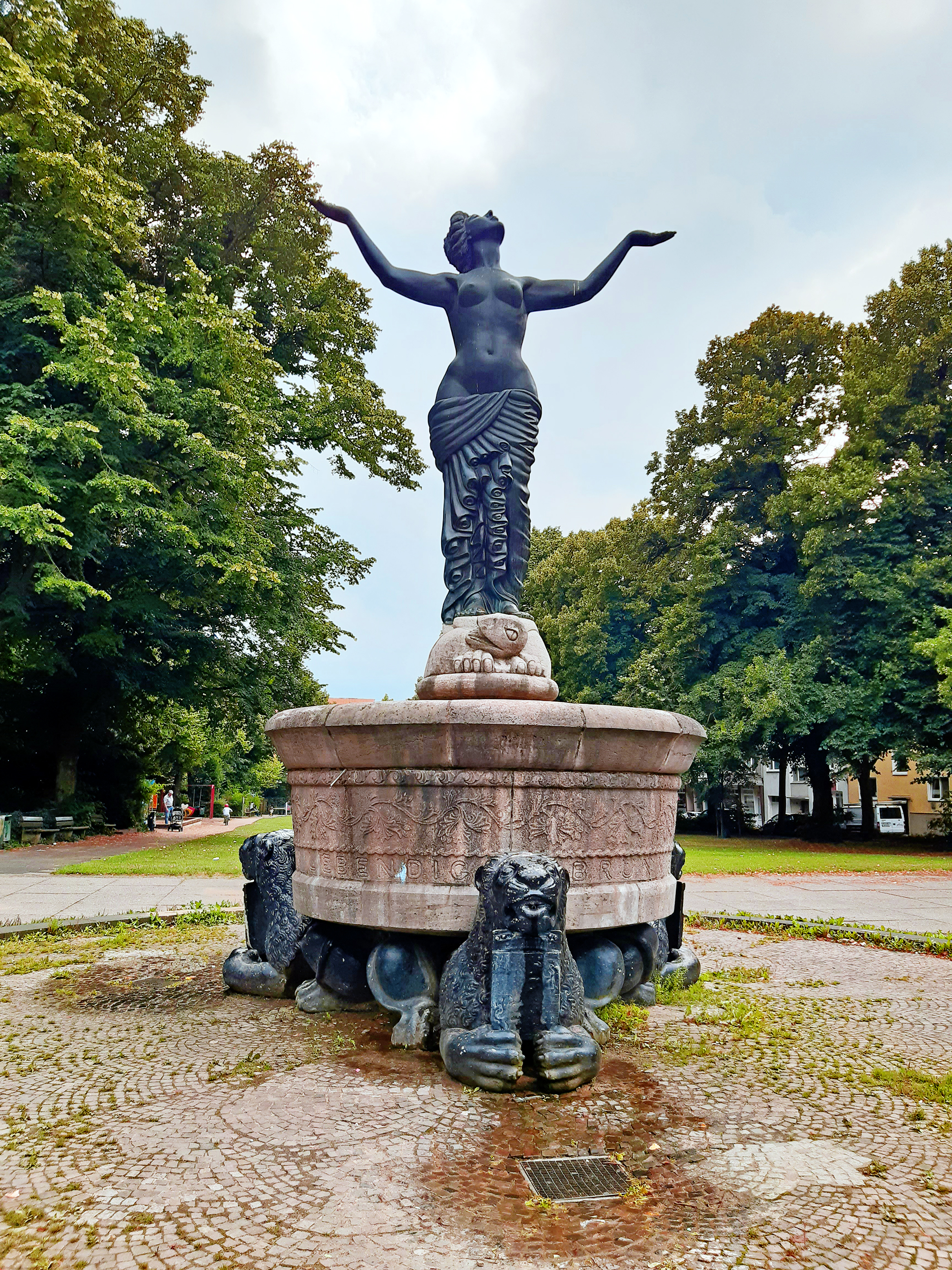
Gerechtigkeitsbrunnen i Wuppertal.

År 1995 arbetade Schwan i ett grekiskt företag som sysslade med skulptur. Samma år flyttade han till Tyskland, där han arbetade med ett liknande företag, Kunstgießerei Kayser GmbH. Där arbetade han fram till 2015 och skapade ett flertal statyer, bland annat på britten Tony Cragg, tysken Thomas Schütte, tyskan Katharina Fritsch och polskan Magdalena Abakanowicz. Under dessa 20 år blev Schwan Kamal ett välbekant namn i Tyskland. Han tillfrågades därför om han vill återskapa viktiga monument som förstördes eller försvann under andra världskriget. Dessa monument kan man idag se i olika parker och på allmänna platser.
År 2015 blev han medlem i Skånes konstförening och började arbeta med Robert Cassland på Maiale konstgjuteri i Malmö, ett företag som inriktar sig på statyer. Han började även att arbeta på Rosengrens konstgjuteri. Där skapade han ett flertal statyer.

## Konstverk

### Kurdistan
Bland Schwans verk återfinns: 
- Staty föreställande Tofiqy Karaba i staden Halabja i Kurdistan i Irak. Karaba avled i gasattacken i Halabja. (1991)[8]
- Staty föreställande Hamasaidy Andazyar i Sulaymaniyya. (1992)
- Skulptur föreställande Shahidany chiman i Sulaymaniyya. (1993)
- Skulptur föreställande den rumänske journalisten Gad Gross, som blev mördad av den irakiska regimen. (1993)
- Staty föreställande Khala Hajy i Sulaymaniyya. (1993)
- Skulptur föreställande Bakhyar Askari i Erbil. (1994)[9]
- Statyn Justitia som finns i Erbils tingsrätt. (2013)
- Staty av poeten Sherko Bekas i Sardam centrum i Sulaymaniyya. (2014)[10]
- Staty av poeten Sherko Bekas, som står vid dennes grav i Azadiparken i Sulaymaniyya. (2015)[11]

### Sverige
- Modell för en staty i naturlig storlek åt Maiale konstgjuteri. (2015)[12] Den ingår för närvarande i en installation på Ulla Jacobssons plats framför Mölndals stadsbibliotek.[13]
- Staty framför Åhus museum. (2019)[14]
- Staty Trumslagare på elefant som finns i Folkets park i Malmö. (2020)[15].[16]
- Bronspris för fotografi kallat Kamran Award på begäran av Metografi. (2022)[17][18]
- Bronspris för teatertext kallat Dana Rauf Award på begäran av Kepr Publishing Center. (2022)[19][20]
- Caro-priset för litteratur och konst.År 2024 tilldelades den romanförfattaren Hussein Arif.[21]

### Tyskland
- Skulptur av musikern Gustav Adolf Uthmann, i Wuppertal. (1999)
- Rekonstruktion av skulptur av riddaren Arnold (Der Ritter Arnold von Elberfeld) i Elberfeld i Wuppertal. (2008)[22]
- Skulptur av Justitia (Gerechtigkeit), som finns vid rådhuset i Elberfeld. (2009)[23]
- Skulpturen Wahrheit utanför rådhuset i Elberfeld i Wuppertal. (2010)[24]
- Skulpturen Hjälp de fattiga i kyrkornas park i Wuppertals centrum. (2011)[25]
- Gerechtigkeitsbrunnen på ett torg i Wuppertal. (2012)
- Skulptur av musikern och kompositören Felix Mendelssohn, som finns framför Düsseldorfs operahus. (2013)[26]
- Skulptur av Pieter Heild (känd som Hush Hush) i Wuppertal. (2013)
- Skulptur av en ängel för en kyrkogård i Düsseldorf. (2014)

## Utställningar
Sedan 1982 har Schwan Kamal deltagit i flera konstutställningar i Kurdistan och Europa.

### Egna utställningar
- 1977 – Utställning i Sulaymaniyyas museum.
- 2011 – Utställning i Sulaymaniyyas museum.
- 2011 – Utställning i Erbils mediecentrum.

### Grupputställningar
- 1982–1987 deltog han i årliga utställningar  på sin skola, konsthögskolan.
- 1988–1991 deltog han i en utställning på Konstakademin vid Bagdads universitet.
- 1992 deltog han i en utställning på Sulaymaniyyas museum.
- 1993 deltog han i en utställning på Sorkew centrum. Där fick han ett förstapris, som bästa konstnären.
- 2008 deltog han i en utställning i Nordrhein i Tyskland.[27]

## Galleri

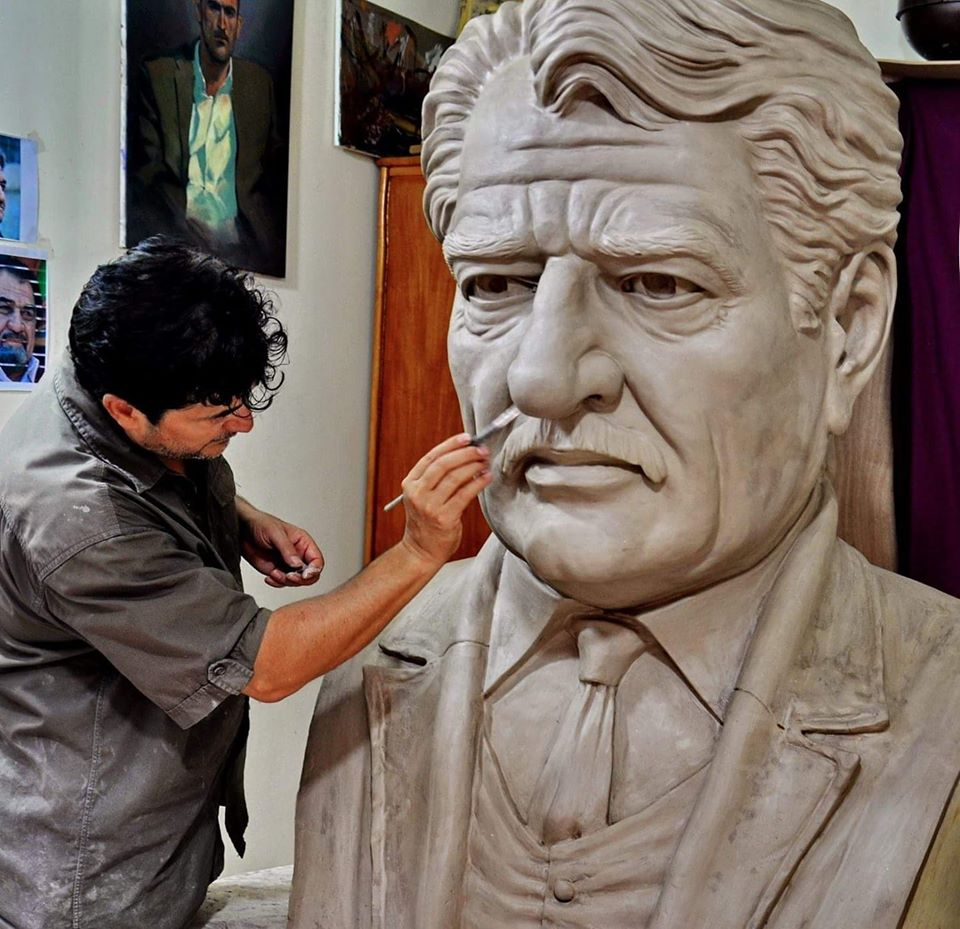
Skulptur av Sherko Bekas.
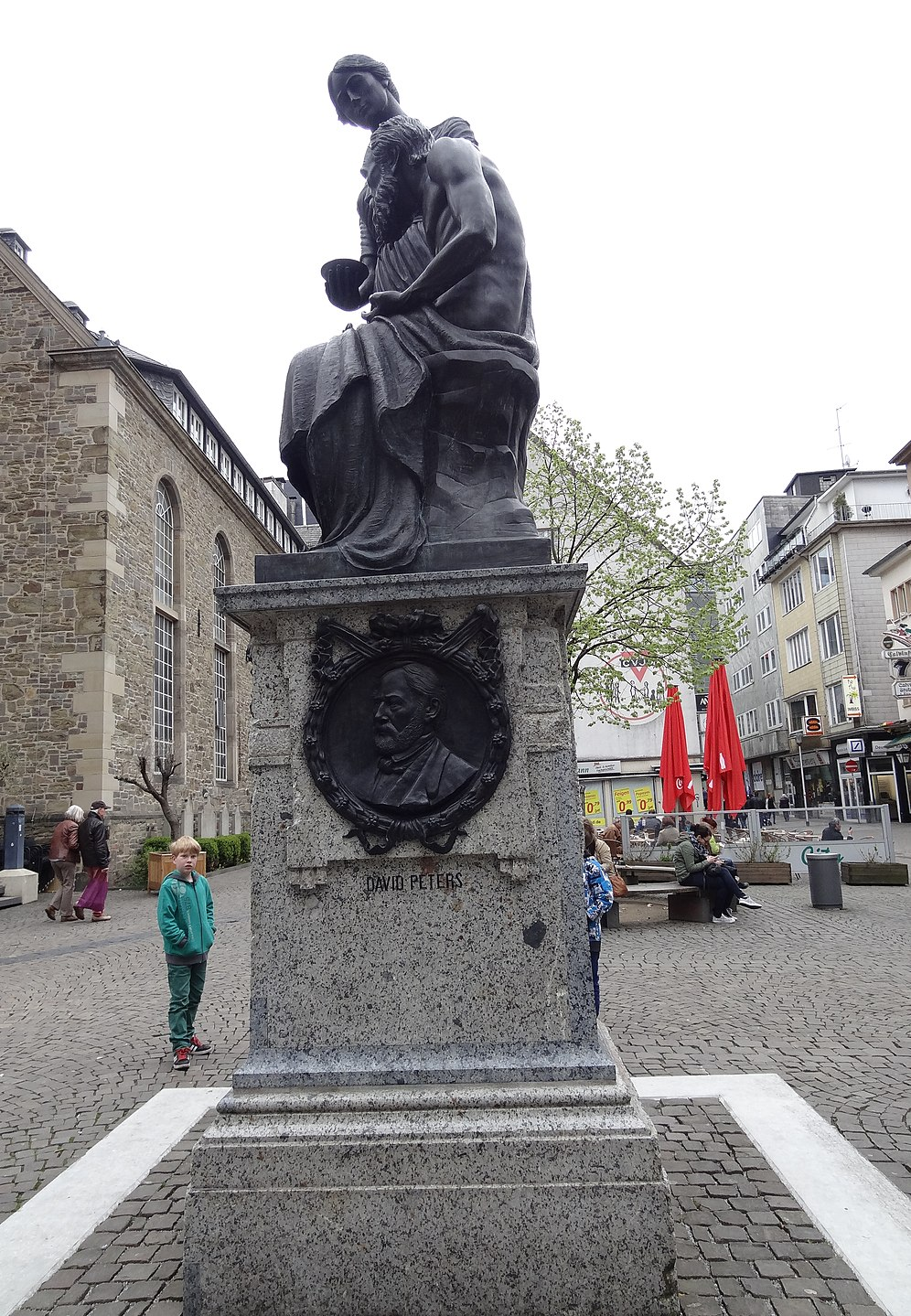
Armenpflege denkmal i Wuppertal 2011.
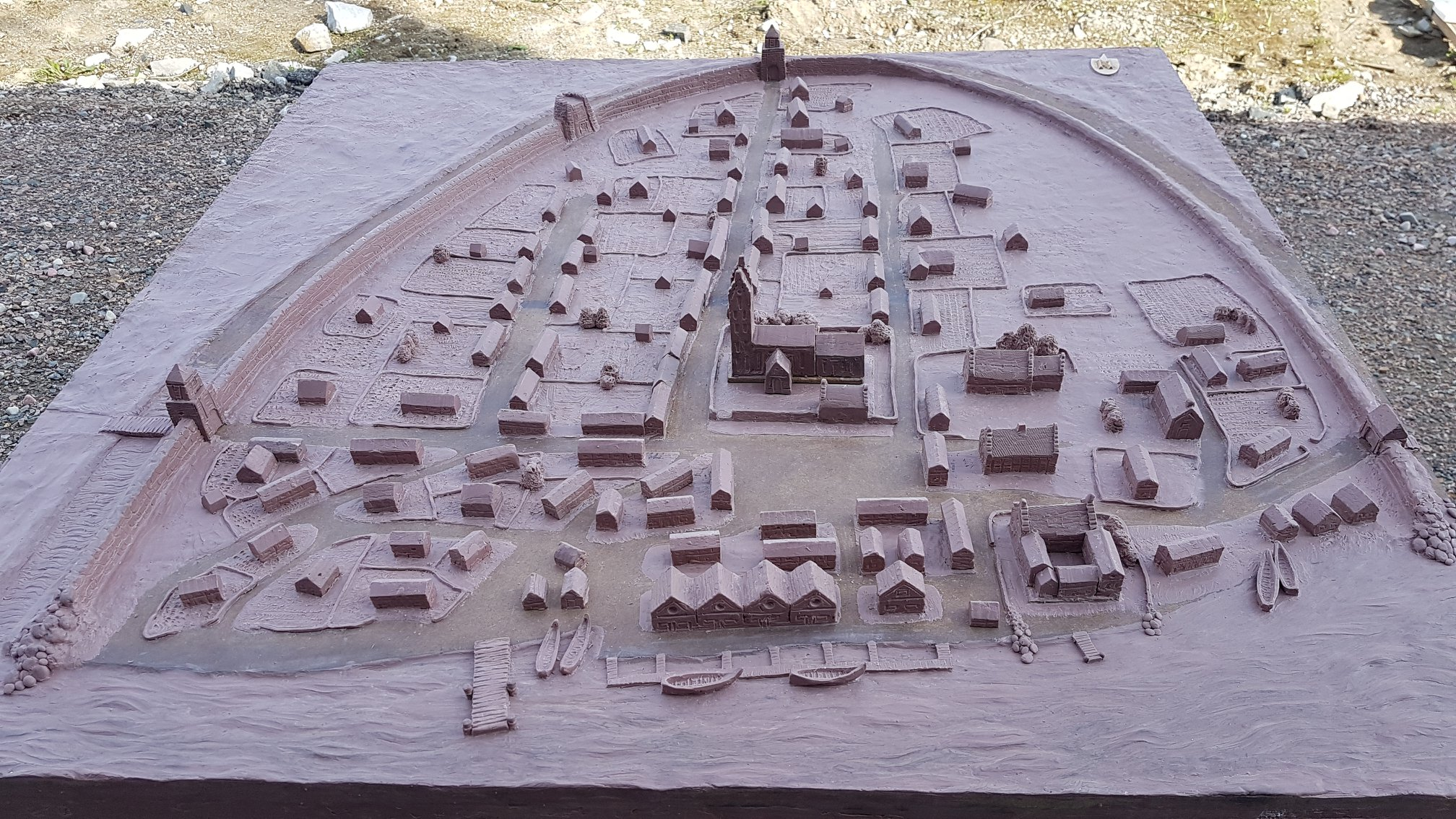
Modell Åhus sent 1400-tal.
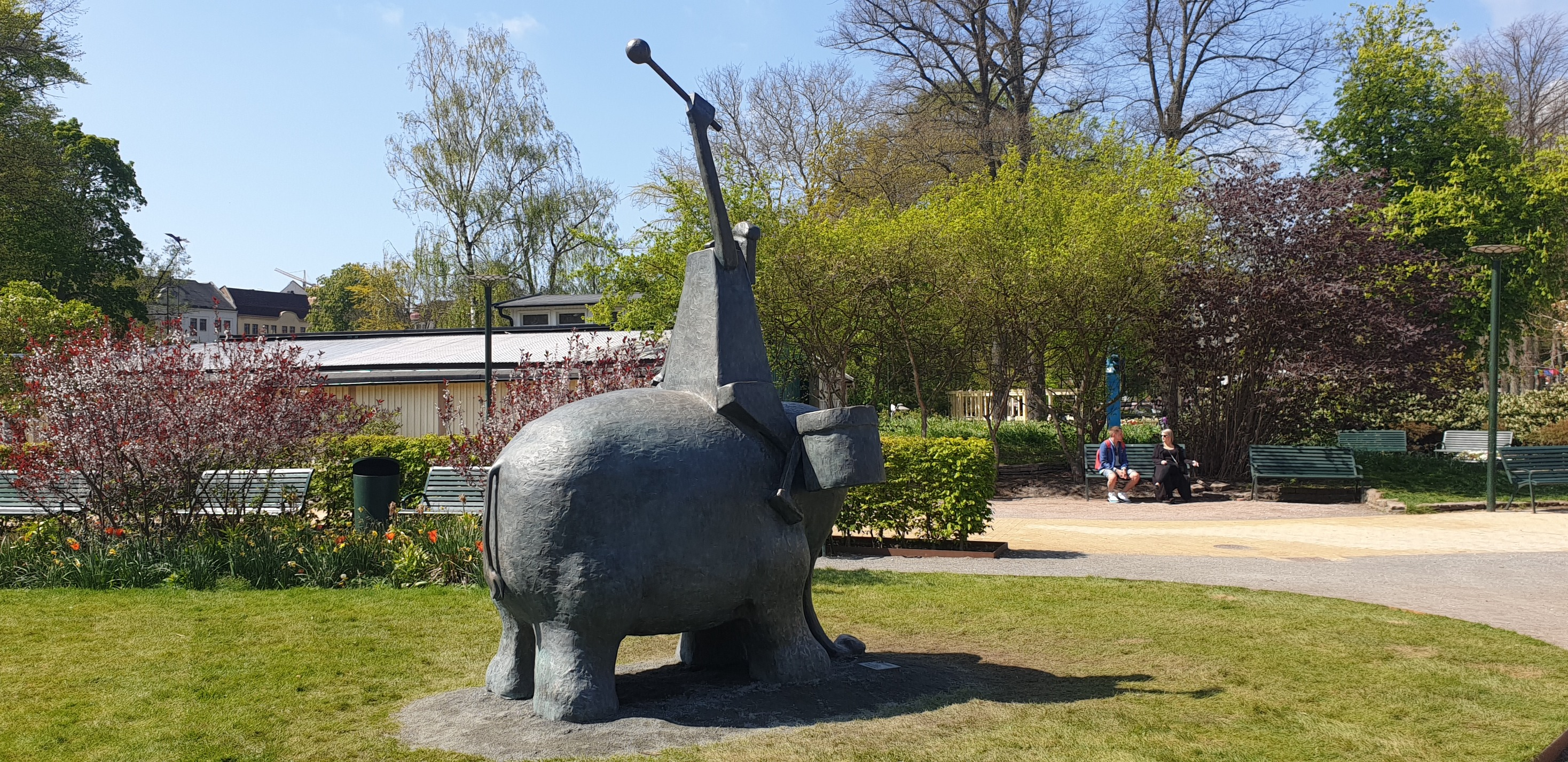
Trumslagare på elefant skulptur i folkets park Malmö.
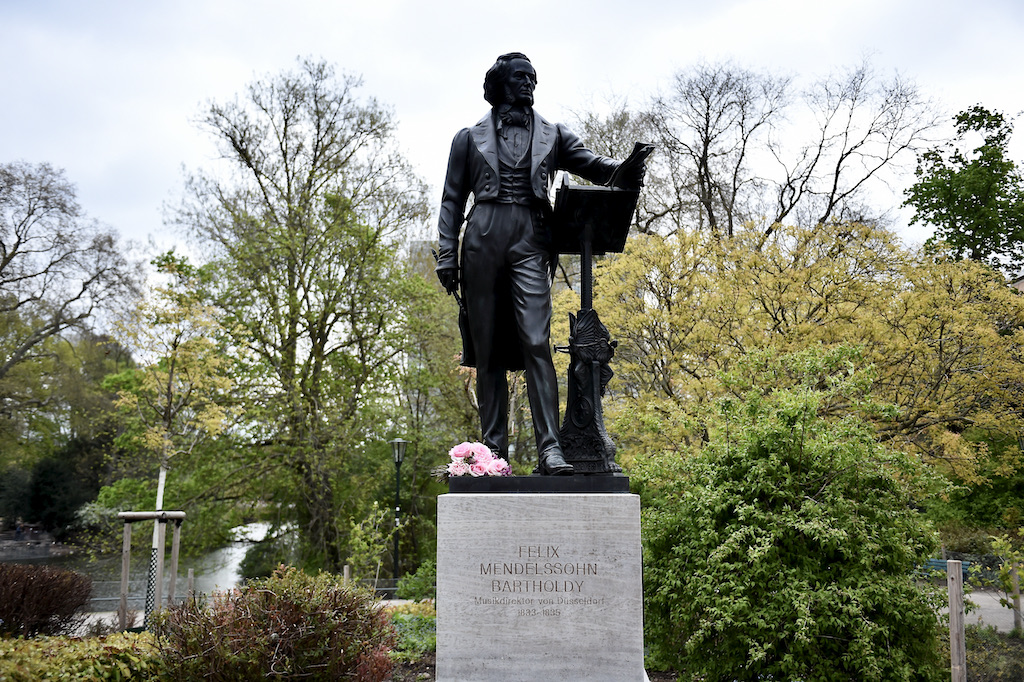
Felix Mendelssohn Bartholdy Denkmal im Hofgarten.
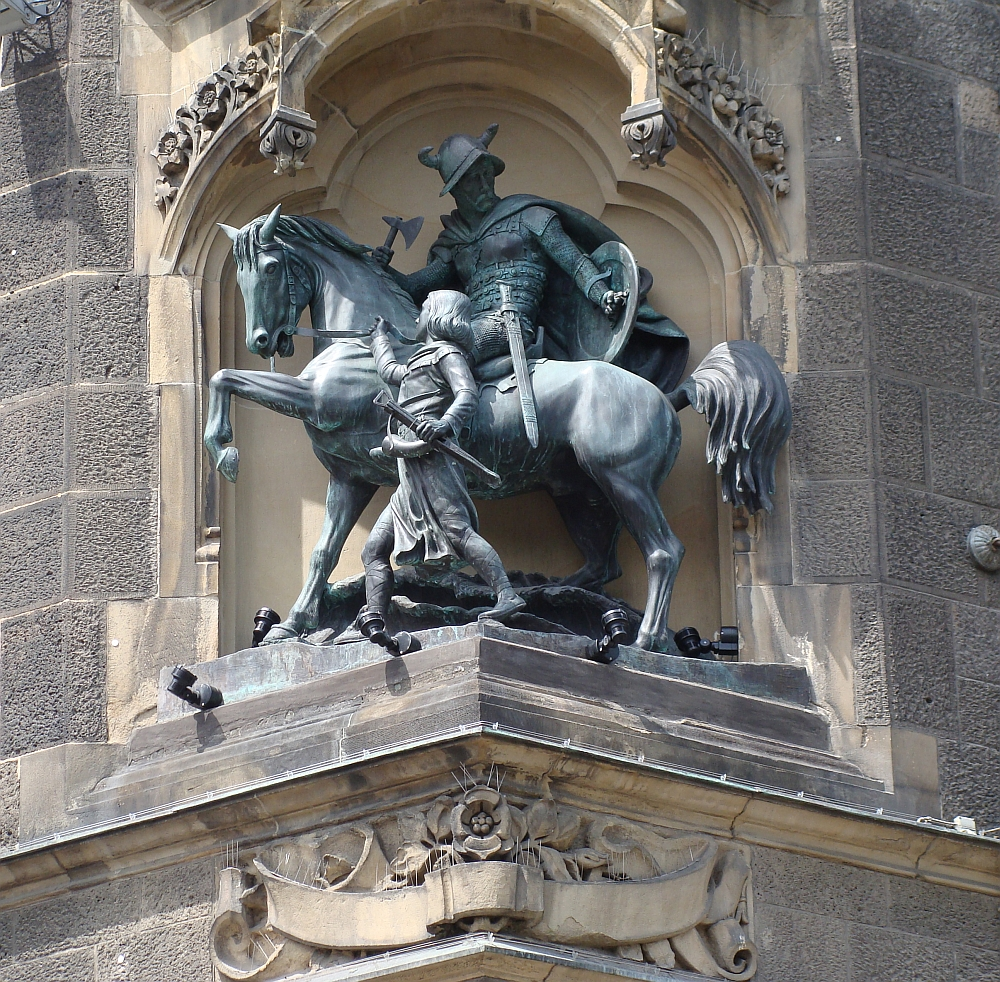
Der Ritter Arnold von Elberfeld-wuppertal.